# Świderowa
Świderowa – polana w Gorcach na południowo-zachodnim grzbiecie Turbacza.
Sąsiaduje z Polaną Rusnakową, z której wiedzie szlak żółty z Kowańca. Dolną częścią polany wiodą szlaki niebieski z Łopusznej przez Zarębek Wyżni i zielony (również z Kowańca). Wszystkie trzy łączą się na kolejnej polanie – Długich Młakach.
Pod koniec XVII wieku polana Świderowa znana była pod nazwą Bukowinka. Toczyli o nią spory mieszkańcy Waksmundu i Nowego Targu. Ostatecznie stała się własnością mieszkańców Waksmundu, a jego mieszkańcy świętowali zwycięstwo ucztą przy ognisku na polanie. Górna część polany nosi nazwę Wisielakówka. Nieużytkowana polana Świderowa (jak wiele innych polan gorczańskich) stopniowo zarasta lasem. Jest własnością prywatną i znajduje się poza obszarem Gorczańskiego Parku Narodowego. Wskutek zarastania drzewami w 2019 r. składa się z dwóch polan przedzielonych pasem drzew. Na dolnej polanie stoi niewielki budynek (dacza letniskowa). Górna, północno-zachodnia część Świderowej to Wisielakówka (obecnie polany te oddzielone są wąskim pasem lasu).
Polana Świderowa znajduje się w granicach wsi Waksmund w województwie małopolskim, w powiecie nowotarskim, w gminie Nowy Targ.

## Szlak turystyczny
Nowy Targ-Kowaniec – Łukusowa – polana Brożek – Sralówki – Bukowina Waksmundzka – polana Świderowa – Turbacz. Odległość 7,6 km, suma podejść 590 m, suma zejść 30 m, czas przejścia 2:30 h, ↓ 2 h.
 Łopuszna – Niżni Zarębek – Wyżni Zarębek – Bukowina Waksmundzka – polana Świderowa – Turbacz. Odległość 10,4 km, suma podejść 690 m, suma zejść 30 m, czas przejścia 3:15 h, ↓ 2:15 h.

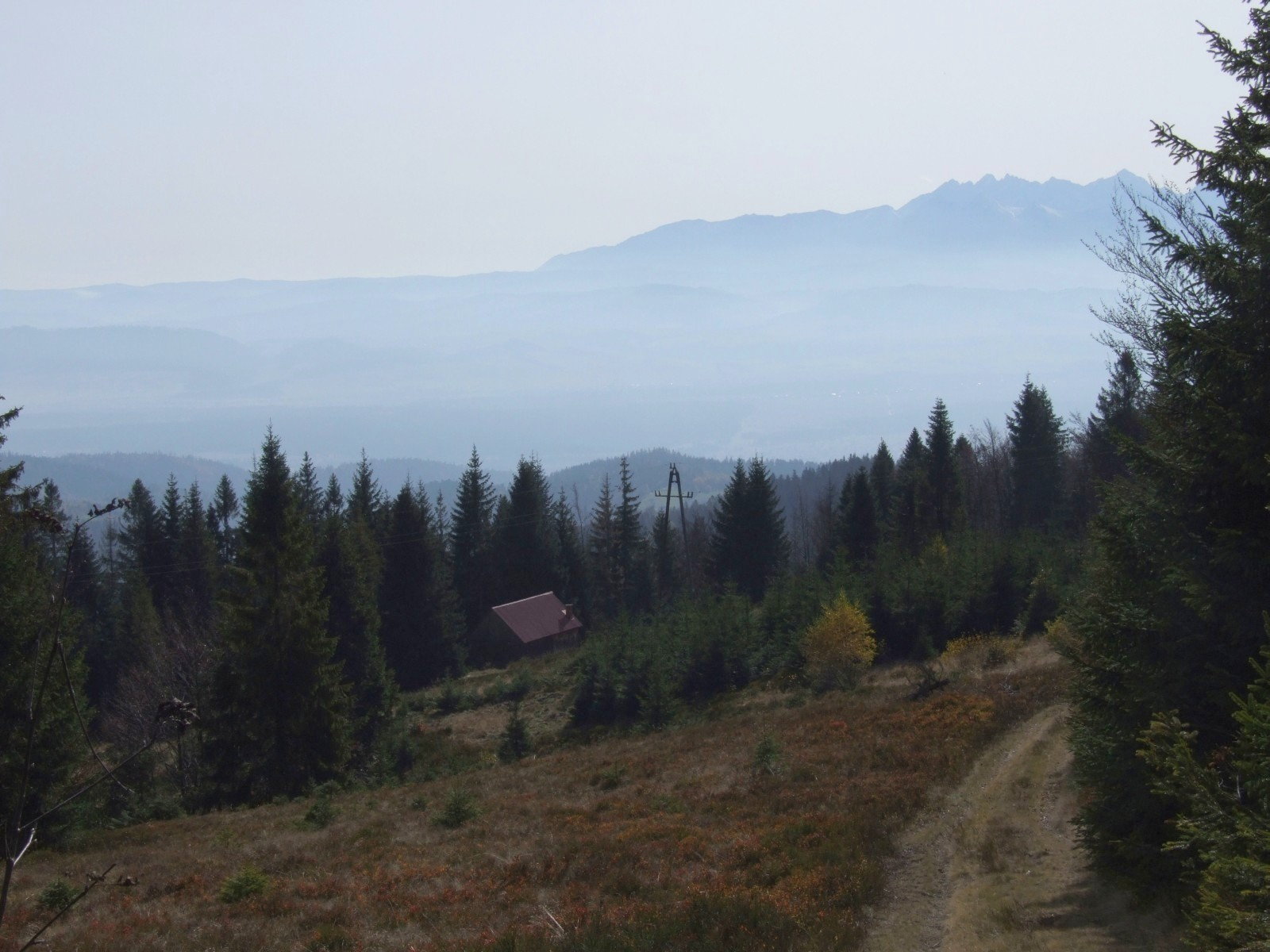
Dolna część polany